# 周朴 (唐朝)
周朴（？—878年），字見素，一作太朴，福州长乐县人。
生年不詳。生于釣台，早年隐居嵩山，后避難福州，常与山僧钓叟往來。有詩才，歐陽脩謂其“構思尤艱，每有所得，必極其雕琢，故時人稱朴詩‘月鍛季煉，未及成篇，已播人口’”。乾符五年（878年），黃巢陷閩，逼他投降，周朴不從，終被殺害。僧人栖浩集其詩百餘篇，與林嵩編成《周朴詩集》二卷，林嵩為之序。